# 회색쌀쥐
회색쌀쥐(Eremoryzomys polius)는 비단털쥐과 쌀쥐족에 속하는 설치류이다. 1912년에 발견되었고 1913년 오스굿(Wilfred Hudson Osgood)이 처음 기재했으며, 원래는 Oryzomys polius라는 학명으로 쌀쥐속으로 분류되었다. 2006년 계통 분류학 연구에 의해 엄밀한 의미의 쌀쥐속 또는 알려진 다른 쌀쥐류와 근연 관계가 없다는 사실이 밝혀져서, 별도의 새로운 속 회색쌀쥐속(Eremoryzomys)의 유일종으로 분류되었다. 2011년 명명되었고 브라질에서 발견되는 흰반점산악쥐속의 종이 가장 가까운 종으로 추정되고 있다. 페루 중부 마라뇬강의 건조한 상류 계곡에 제한적으로 분포하지만, 회색쌀쥐 외의 다른 종은 아직 확인되지 않았다.

## 계통 분류
다음은 2006년 웩슬러 등(Weksler_et_al..)의 연구에 기초한 계통 분류이다.

|  | 우카얄리물쥐속, 맥코넬쌀쥐속, 핸들리쥐속, 큰머리쌀쥐속, 해먼드쌀쥐속, 톰스쌀쥐속, 나무쌀쥐속, 안데스횡단쌀쥐속 |
|  | |
|  | \| \| 작은쌀쥐속, 거친털쥐속, 피그미쌀쥐속, 페루쌀쥐속 \| \| \| \| \| \| 해안쌀쥐속, 세하두쌀쥐속, 흰반점산악쥐속, 회색쌀쥐속, 습지쥐속, 큰습지쥐속, 검은쌀쥐속, 남아메리카물쥐속, 갈라파고스쌀쥐속, 쌀쥐속, 브라질가짜쌀쥐속, 쌀물쥐속, 파라과이쌀쥐속 \| \| \| \| |
|  | |
|  | 작은쌀쥐속, 거친털쥐속, 피그미쌀쥐속, 페루쌀쥐속 |
|  | |
|  | 해안쌀쥐속, 세하두쌀쥐속, 흰반점산악쥐속, 회색쌀쥐속, 습지쥐속, 큰습지쥐속, 검은쌀쥐속, 남아메리카물쥐속, 갈라파고스쌀쥐속, 쌀쥐속, 브라질가짜쌀쥐속, 쌀물쥐속, 파라과이쌀쥐속                                                                                      |
|  | |

|  | 작은쌀쥐속, 거친털쥐속, 피그미쌀쥐속, 페루쌀쥐속 |
|  | |
|  | 해안쌀쥐속, 세하두쌀쥐속, 흰반점산악쥐속, 회색쌀쥐속, 습지쥐속, 큰습지쥐속, 검은쌀쥐속, 남아메리카물쥐속, 갈라파고스쌀쥐속, 쌀쥐속, 브라질가짜쌀쥐속, 쌀물쥐속, 파라과이쌀쥐속 |
|  | |

|  | 우카얄리물쥐속, 맥코넬쌀쥐속, 핸들리쥐속, 큰머리쌀쥐속, 해먼드쌀쥐속, 톰스쌀쥐속, 나무쌀쥐속, 안데스횡단쌀쥐속 |
|  | |
|  | \| \| 작은쌀쥐속, 거친털쥐속, 피그미쌀쥐속, 페루쌀쥐속 \| \| \| \| \| \| 해안쌀쥐속, 세하두쌀쥐속, 흰반점산악쥐속, 회색쌀쥐속, 습지쥐속, 큰습지쥐속, 검은쌀쥐속, 남아메리카물쥐속, 갈라파고스쌀쥐속, 쌀쥐속, 브라질가짜쌀쥐속, 쌀물쥐속, 파라과이쌀쥐속 \| \| \| \| |
|  | |
|  | 작은쌀쥐속, 거친털쥐속, 피그미쌀쥐속, 페루쌀쥐속 |
|  | |
|  | 해안쌀쥐속, 세하두쌀쥐속, 흰반점산악쥐속, 회색쌀쥐속, 습지쥐속, 큰습지쥐속, 검은쌀쥐속, 남아메리카물쥐속, 갈라파고스쌀쥐속, 쌀쥐속, 브라질가짜쌀쥐속, 쌀물쥐속, 파라과이쌀쥐속                                                                                      |
|  | |

|  | 작은쌀쥐속, 거친털쥐속, 피그미쌀쥐속, 페루쌀쥐속 |
|  | |
|  | 해안쌀쥐속, 세하두쌀쥐속, 흰반점산악쥐속, 회색쌀쥐속, 습지쥐속, 큰습지쥐속, 검은쌀쥐속, 남아메리카물쥐속, 갈라파고스쌀쥐속, 쌀쥐속, 브라질가짜쌀쥐속, 쌀물쥐속, 파라과이쌀쥐속 |
|  | |